# Związek Lekkoatletyczny Krajów Bałkańskich
Związek Lekkoatletyczny Krajów Bałkańskich, ABAF (ang. Association of Balkan Athletics Federations) – stowarzyszenie lekkoatletyczne skupiające federacje lekkoatletyczne z dziesięciu krajów położonych na Bałkanach oraz pięciu nie związanych geograficznie z tym rejonem (Armenia, Cypr, Gruzja, Mołdawia i Słowenia).
Organizacja zajmuje się m.in. organizacją mistrzostw krajów bałkańskich (pierwsza edycja w 1929) w różnych kategoriach wiekowych oraz halowych mistrzostw krajów bałkańskich (od 1994).
W 2011 do członkostwa w Związku zostały zaproszone Chorwacja oraz Słowenia, które kojarzone są z Bałkanami, a w przeszłości (w czasach SFR Jugosławii) organizowały mistrzostwa krajów bałkańskich. We wrześniu 2012 aplikację o przyjęcie w poczet Związku złożyła Armeńska Federacja Lekkiej Atletyki, która w październiku tego samego roku stała się pełnoprawnym członkiem organizacji.
Szefem Związku od 2010 roku jest Bułgar Dobomir Karaminow. Siedziba znajduje się w Sofii.

## Kraje członkowskie
| - Albania - Armenia - Bośnia i Hercegowina - Bułgaria - Chorwacja - Cypr - Czarnogóra - Grecja | - Gruzja - Macedonia Północna - Mołdawia - Rumunia - Serbia - Słowenia - Turcja |
|                                                                                                |                                                                                 |